# Aphonomorphus griseus
Aphonomorphus griseus är en insektsart som beskrevs av Lucien Chopard 1912. Aphonomorphus griseus ingår i släktet Aphonomorphus och familjen syrsor. Inga underarter finns listade i Catalogue of Life.